# Кальницкое

Кальницкое (укр. Кальницьке) — село,
Супротивнобалковский сельский совет,
Новосанжарский район,
Полтавская область,
Украина.
Код КОАТУУ — 5323486802. Население по переписи 2001 года составляло 6 человек.

## Географическое положение
Село Кальницкое находится в 0,5 км от села Супротивная Балка и в 1,5 км от села Бечевое.